# Musikjahr 1506
Liste der Musikjahre

◄◄ | ◄ | 1502 | 1503 | 1504 | 1505 | Musikjahr 1506 | 1507 | 1508 | 1509 | 1510 | ► | ►►

Weitere Ereignisse
Dieser Artikel behandelt das Musikjahr 1506.

## Ereignisse
- 19. Januar: Pedro Juan Aldomar wird Kapellmeister an der Kathedrale von Barcelona.
- 24. Mai: Lupus Hellinck wird als Chorknabe an der Kirche St. Donatian in Brügge aufgenommen. Er wird zu dieser Zeit als Sohn des Johannes Hellynck aus der Diözese Utrecht bezeichnet.
- 19. Juni: Hans Buchner, der zuvor möglicherweise für kurze Zeit im Dienst von König Maximilian I. stand, wird zum Domorganisten am Münster zu Unserer Lieben Frau in Konstanz ernannt. In dem überlieferten Dienstvertrag ist sehr detailliert festgelegt, zu welchen Festtagen und Anlässen die Orgel gespielt werden soll. Konstanz ist in diesen Jahren eines der Zentren des Musiklebens in Deutschland, in dem Buchner auch Sebastian Virdung und Sixt Dietrich kennenlernt. Die liturgische Musikpflege am Münster steht auf besonderer Höhe; die Domkantorei umfasst neun Succentoren, zu welchen auch Virdung und Dietrich gehören, und acht Sängerknaben.
- Alexander Agricola, der Mitglied der Grande Chapelle von Philipp dem Schönen in Mecheln ist, folgt seinem Dienstherren auf seiner zweiten Spanienreise, die ab Mitte Januar auf dem Seeweg stattfindet. Ein Sturm treibt einen Teil der Flotte, auch das Schiff der Musiker, nach Falmouth ab. Die Flotte landet erst am 27. April in A Coruña. Philipp der Schöne zieht mit seinem Hof für den Sommer nach Valladolid und später nach Burgos, wo er im September einem Fieber erliegt. Alexander Agricola stirbt bereits am 15. August des gleichen Jahres in der Nähe von Valladolid, möglicherweise an der gleichen fiebrigen Erkrankung.
- Arnold von Bruck wird etwa im Jahr 1506, zunächst wohl als Chorknabe, in die Hofkapelle des Herzogtums Burgund aufgenommen. Nach dem Tod von Herzog Philipp dem Schönen ist diese Kapelle nominell die Hofkapelle von Herzog Karl, dem späteren Kaiser Karl V., der ebenfalls im Jahr 1506 im Alter von nur sechs Jahren Herzog der habsburgischen Niederlande geworden ist. So wie Karl hat Arnold mit großer Wahrscheinlichkeit seine Jugendzeit am Hof der Regentin Margarete von Österreich in Mecheln verbracht. Er wird hier etwa bis zum Jahr 1519 bleiben und steht vermutlich unter dem prägenden musikalischen Einfluss der Kapellmeister und Komponisten Marbriano de Orto und Pierre de La Rue.
- Antoine Brumel, der bereits seit etwa Ende 1504 von der Familie d’Este in Ferrara umworben wird, um als Kapellmeister in deren berühmter und hochrangig besetzter Hofkapelle zu wirken und der am 13. Dezember 1505 seinen Ruf für dieses Amt erhalten hat, lässt sich in Ferrara nieder und tritt im Frühjahr das Amt des Kapellmeisters an. Der Vertrag auf Lebenszeit beinhaltet eine Pfründe von jährlich 100 Dukaten, ein Jahresgehalt in der gleichen Höhe, die Nutzung eines Hauses in Ferrara und Geld für die Anreise.
- Marco Cara steht seit 1495 und bis 1525 als Lautenvirtuose im Dienst der Familie Gonzaga in Mantua, die zu seiner Zeit Künstler aller Richtungen fördert.
- Nicolas Champion folgt – wie Alexander Agricola – als Mitglied der Grande Chapelle von Philipp dem Schönen in Mecheln seinem Dienstherren auf seiner zweiten Spanienreise. Nach dem Tod Philipps des Schönen löst sich die Hofkapelle auf. Ein Teil der Mitglieder kehrt nach Burgund zurück, andere, so auch Nicolas Champion, treten in den Dienst der Nachfolgekapelle der Witwe, Johanna von Kastilien, die in der Entlohnung besonders großzügig ist.
- Josquin Desprez ist seit 1504 Probst an seiner früheren Wirkungsstätte Condé-sur-l’Escaut. Er wird als monsieur le prevost messire Josse des pres bezeichnet. Die Stellung ist für den ehemaligen Kapellmeister nicht nur wegen seines dortigen Haus- und Grundbesitzes attraktiv, sondern noch mehr wegen der guten Personalausstattung der Kirche und der Qualität der dortigen Musikausübung, die nur noch von der Kathedrale in Cambrai und von Saint-Vincent in Soignies übertroffen wird. Der Propst hat hier (nach einer Aufstellung aus dem Jahr 1523) die weltliche Macht im Kirchensprengel inne und ist der Vorgesetzte des Dekans, des Schatzmeisters, von 25 Kanonikern, 18 Kaplänen, 16 Vikaren und sechs Chorknaben, dazu einigen Priestern ohne Pfründe; in den aufwändig gestalteten Gottesdiensten wirkt in der Regel ein Chor aus den Vikaren und Chorknaben mit, so dass bis zu 22 musikgeübte Stimmen zur Verfügung stehen und bis zu sechsstimmige Werke aufgeführt werden können.
- Antonius Divitis folgt – wie Alexander Agricola – als Mitglied der Grande Chapelle von Philipp dem Schönen in Mecheln seinem Dienstherren auf seiner zweiten Spanienreise. Nach dem Tod Philipps des Schönen löst sich die Hofkapelle auf. Ein Teil der Mitglieder kehrt nach Burgund zurück, andere, so auch Antonius Divitis, treten in den Dienst der Nachfolgekapelle der Witwe, Johanna von Kastilien, die in der Entlohnung besonders großzügig ist.
- Antoine de Févin, dessen Vater Pierre de Févin 1506 stirbt, übersiedelt vermutlich nach Paris und bekommt eine Anstellung am französischen Königshof oder ist zumindest mit dieser Institution assoziiert.
- Heinrich Glarean beginnt sein Studium an der Universität in Köln.
- Nicolas Gombert ist möglicherweise bereits ein Schüler von Josquin Desprez, der seit dem Jahr 1504 im etwa 40 km entfernt gelegenen Condé-sur-l’Escaut Propst geworden ist.
- Jean l’Héritier, der laut einer zeitgenössischen Notiz ein Schüler von Josquin Desprez gewesen ist, geht nach Ferrara. Vermutlich folgt l’Héritiers Gang nach Ferrara einer Empfehlung Antoine Brumels, der hier als Hofkapellmeister in der Hofkapelle der Familie d’Este tätig ist.

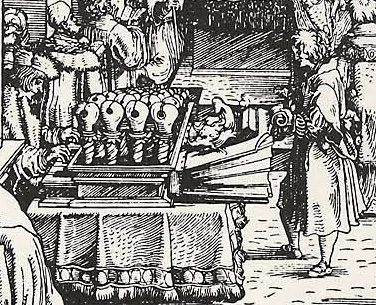
Ein Apfelregal, gespielt von Paul Hofhaimer (links). Ausschnitt aus dem Holzstich Kaiser Maximilian, die Messe hörend von Hans Weiditz von 1518.

- Paul Hofhaimer spielt an einem Apfelregal in einer Messe vor Kaiser Maximilian I. Maximilian hat dieses Instrument für seinen Hoforganisten Hofhaimer bauen lassen.
- Heinrich Isaac lebt von 1502 bis 1506 überwiegend in Florenz. Im Kloster Neustift bei Brixen wird er etwa 1506 oder kurz danach als Mitglied der dortigen Laienbruderschaft aufgenommen.
- Jean Molinet ist seit 1482 Historiograph (Chronist) und Hofdichter am herzoglichen Hof von Philipp dem Schönen (Regierungszeit 1482–1506) in Burgund. Hier ist er befreundet mit Musikern und Komponisten wie Johannes Ockeghem, Loyset Compère, Verjus und Antoine Busnoys befreundet.
- Anton Musa studiert in Erfurt.
- Marbrianus de Orto folgt – wie Alexander Agricola – als Mitglied der Grande Chapelle von Philipp dem Schönen in Mecheln seinem Dienstherren auf seiner zweiten Spanienreise. Nach dem Tod Philipps des Schönen löst sich die Hofkapelle auf. Ein Teil der Mitglieder kehrt nach Burgund zurück, andere, so auch Marbrianus de Orto, treten in den Dienst der Nachfolgekapelle der Witwe, Johanna von Kastilien, die in der Entlohnung besonders großzügig ist.
- Johannes Prioris, der möglicherweise bereits seit Ende der 1480er Jahre Mitglied der französischen Hofkapelle war, ist nachweislich von 1503 bis 1512 Kapellmeister (maître de chapelle) der Hofkapelle.
- Pierre de la Rue folgt – wie Alexander Agricola – als Mitglied der Grande Chapelle von Philipp dem Schönen in Mecheln seinem Dienstherren auf seiner zweiten Spanienreise. Nach dem Tod Philipps des Schönen löst sich die Hofkapelle auf. Ein Teil der Mitglieder kehrt nach Burgund zurück, andere, so auch Pierre de la Rue, treten in den Dienst der Nachfolgekapelle der Witwe, Johanna von Kastilien, die in der Entlohnung besonders großzügig ist. Zu den Bediensteten dieses Hofs gehört auch der bedeutendste spanische Komponist dieser Zeit, Juan de Anchieta (1462–1523), der wie de la Rue eine Messe „Nuncqua fiu pena maior“ geschrieben hat. Pierre rückt nach der Abreise des früheren Kapellmeisters Marbriano de Orto in dessen Stellung auf und erhält ein doppelt so hohes Gehalt wie die übrigen Mitglieder der Hofkapelle.
- Crispinus van Stappen wird gegen Ende seiner Tätigkeit in Padua (1506/07) Mitglied der Marienbruderschaft von St. Jan in ’s-Hertogenbosch.
- Bartolomeo Tromboncino ist nach Aufenthalten in Vicenza und in Casale von 1501 bis 1512 in Mantua tätig.
- Sebastian Virdung hat von 1500 bis 1507 die Kaplanei der Burg Stahleck bei Bacharach inne.
- Zwei Lamentationen von Bernhard Ycart werden im Jahr 1506 von dem Verleger Ottaviano dei Petrucci veröffentlicht.

## Vokalmusik

### Geistlich
- Antoine Brumel
  - Motette Ave cujus conceptio zu vier Stimmen (wohl nach 1505)
  - Motette Ave stella matutina zu vier Stimmen (wohl nach 1505)
  - Motette Quae est ista zu vier Stimmen (wohl nach 1505)
  - Motette Sub tuum praesidium zu vier Stimmen (wohl nach 1505)
- Heinrich Isaac – 5 Missae: Noten und Audiodateien im International Music Score Library Project
  - Missa Charge de deul
  - Missa Misericordias Domini
  - Missa Quant yay au cor
  - Missa La Spagna: Noten und Audiodateien im International Music Score Library Project
  - Missa Comme feme
- Erasmus Lapicida
  - Benedictus Dominus zu vier Stimmen (Autor: „Erasmus“)
  - Lamentatio Jeremiae zu drei Stimmen (Autor: „Erasmus“)
- Ottaviano Petrucci (Hrsg.)
  - Lamentationum, Liber 1: Noten und Audiodateien im International Music Score Library Project
  - Lamentationum, Liber 2: Noten und Audiodateien im International Music Score Library Project
- Pierre de la Rue – Motette Considera Israel zu vier Stimmen, 2. Teil Sagitta Jonathae zu drei Stimmen, 3. Teil Filie Israel zu drei Stimmen, 4. Teil Doleo super te zu vier Stimmen (Text aus dem 2. Buch Samuel 1, 19–27; ohne Cantus firmus; der vierte Teil ist separat überliefert; wahrscheinlich auf den Tod Philipps des Schönen für Margarete von Österreich)
- Gaspar van Weerbeke – Lamentationes Jeremiae zu vier Stimmen

### Weltlich
- Anonym – Chanson Se je souspire“ / „Ecce iterum zu drei Stimmen (Texte von Margarete von Österreich auf den Tod Philipps des Schönen; von der Forschung Pierre de la Rue zugeschrieben)

## Musiktheoretische Schriften
- Erasmus Horicius (Erasmus von Höritz): Musica (1504–1508)

## Geboren

### Geboren um 1506
- Cornelius Canis, franko-flämischer Komponist, Sänger und Kapellmeister († 1562)
- Johannes Lupi, franko-flämischer Komponist († 1539)
- Tansen, indischer Musiker († 1589)

## Gestorben
- 02. Mai: Johann Steinwert von Soest, deutscher Sänger, Dichter und Arzt (* 1448)
- 15. August: Alexander Agricola, franko-flämischer Komponist, Sänger und Instrumentalist (* 1446)